# Nördlicher Moorlemming

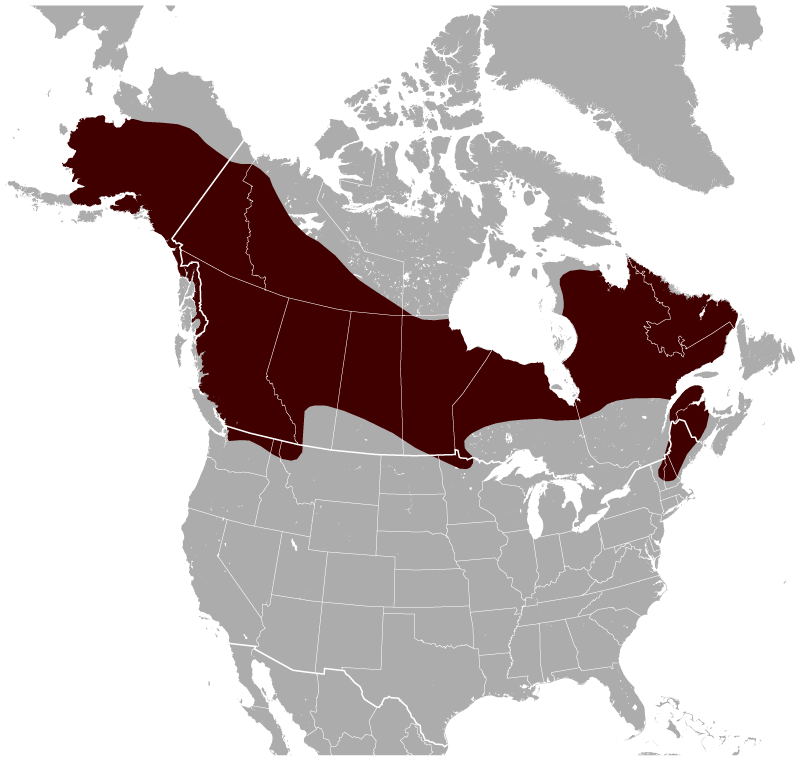
Verbreitungsgebiet des Nördlichen Moorlemmings

Der Nördliche Moorlemming (Mictomys borealis, Syn.: Synaptomys borealis) ist ein Nagetier in der Unterfamilie der Wühlmäuse. Die Art bildete lange Zeit zusammen mit dem Südlichen Moorlemming (Synaptomys cooperi) die Gattung Synaptomys. Untersuchungen der mitochondrialen DNA und der Kern-DNA zeigten jedoch, dass die zwei Arten sich genetisch so stark unterscheiden, dass der Nördliche Moorlemming seit August 2023 in eine eigene, monotypische Gattung gestellt wurde.

## Merkmale
| 1 | · | 0 | · | 0 | · | 3 | = 16 |

Die Art erreicht eine Gesamtlänge von 102 bis 150 mm, inklusive eines 15 bis 30 mm langen Schwanzes. Sie hat 14 bis 22 mm lange Hinterfüße sowie 11 bis 15 mm lange Ohren, die deutlich aus dem Fell hervorragen. Das Gewicht variiert zwischen 21,7 und 48,0 g. Das grobe und fransige Fell des Nördlichen Moorlemmings ist oberseits graubraun bis kastanienbraun, während die Unterseite von hellgrauem Fell bedeckt ist. Weiterhin ist der kurze Schwanz oberseits braun und unterseits weiß. Auf den Körperseiten der Männchen kann sich ein kleiner weißer Fleck befinden, der eine Drüse markiert. Wie beim Südlichen Moorlemming kommen an der Basis der Ohren helle orangebraune Stellen vor.
Weibchen besitzen zwei Paar Zitzen auf der Brust sowie zwei Paar Zitzen in der Leistenregion. Beim Südlichen Moorlemming kommen dagegen nur drei Paar Zitzen vor. Ein weiteres Kennzeichen der nördlichen Art sind die stark nach innen geneigten äußeren Kanten der oberen Backenzähne und die gleichartig geneigten inneren Kanten der unteren Backenzähne. Dreieckige Höcker auf den unteren Molaren fehlen.

## Verbreitung
Das Verbreitungsgebiet des Nördlichen Moorlemmings erstreckt sich über weite Teile Kanadas und Alaskas, mit Ausnahme der nördlichen Tundra und Neufundlands. Im Süden erreicht die Art nördliche Bereiche einzelner US-amerikanischer Bundesstaaten. Wie der deutsche Name andeutet bevorzugt sie Moore, die mit Torfmoosen (Sphagnum), Sauergrasgewächsen (Cyperaceae) oder Süßgräsern bedeckt sind. Der Nördliche Moorlemming kann sich an andere feuchte Biotope anpassen. In Gebirgen kann die Art bis zu einer Höhe von 2300 Metern angetroffen werden.

## Lebensweise
Dieser Moorlemming kann zu jeder Tages- und Jahreszeit aktiv sein. Er legt in der Grasschicht Trampelpfade an oder benutzt vorhandene Pfade, die andere Nagetiere geschaffen haben. Das Nest besteht aus verwobenen Gräsern und Blättern. Es wird in der flachen Vegetation oder in unterirdischen Höhlen versteckt, die im Winter im Schnee liegen. Unterirdische Unterschlüpfe werden selbst gegraben oder von anderen Tieren übernommen.
Als Nahrung werden Süßgräser, Sauergräser, Arten der Gattung Steinbrech (Saxifraga) sowie Fingerkräuter (Potentilla) angenommen. Überreste dieser Pflanzen konnten in den Exkrementen des Nördlichen Moorlemmings nachgewiesen werden. Vermutlich verträgt er auch eine Art der Lorbeerrosen (Kalmia), die für andere Wirbeltiere giftig ist. Manchmal werden kleinere Weichtiere, wie Schnecken gefressen.
Bei Weibchen kommen zwischen Mai und Anfang September mehrere Würfe vor. Nach einer vermuteten Trächtigkeit von drei Wochen werden 2 bis 9 Jungtiere geboren, meist 4 oder 5. Die Geschlechtsreife tritt nach 5 bis 6 Wochen ein. Weibchen können sich schon einen Tag nach der Geburt des Nachwuchses erneut paaren.
Die Art stellt für mehrere Raubvögel, Marder und Füchse ein wichtiges Beutetier dar.

## Status
Die IUCN stuft den Nördlichen Morrlemming als nicht bedroht (Least concern) ein. Die Art tritt zwar nicht häufig auf, sie hat aber ein großes Verbreitungsgebiet und ist in mehreren Schutzgebieten präsent. Größere Bedrohungen liegen nicht vor.